# Tatra K5
Tatra K5 je obousměrná dvoučlánková tramvaj vyráběná československým podnikem ČKD Praha, závod Tatra Smíchov na začátku 70. let 20. století. Tento typ, odvozený od jednosměrné varianty Tatra K2, byl dodán výhradně provozovateli káhirské tramvajové sítě v počtu 200 kusů. Kvůli náročným klimatickým podmínkám a špatné údržbě se ale vozy v provozu udržely přibližně jedno desetiletí.

## Historické pozadí
Za dodávkami československých tramvají Tatra K5, vyvíjených od poloviny 60. let 20. století, do Egypta na přelomu 60. a 70. let stojí zřejmě prohraná arabsko-izraelská válka v roce 1967 a sblížení egyptské republiky se Sovětským svazem a ostatními státy východního bloku. Z tehdejšího oficiálního názvu Egypta, tzv. Sjednocené arabské republiky, je zřejmě odvozen i přídomek AR (označení exportní verze), který je v názvu tramvaje K5 často využíván (jako Tatra K5AR).

## Konstrukce
Tatra K5 je obousměrný šestinápravový dvoučlánkový vůz, jehož konstrukční řešení vycházelo z jednosměrného dvoučlánkového vozu K2, jehož prototyp byl vyroben v roce 1966. Tatra K5 byla oproti typu K2 obousměrné vozidlo s kabinami řidiče na obou koncích vozu. Vozová skříň tramvaje se skládala ze dvou článků, každý z nich byl usazen na vlastním krajním podvozku a společném podvozku středním, kde se nacházel i kloubový mechanismus spojující obě části karoserie. Zatímco oba krajní podvozky byly vybaveny dvěma trakčními motory, z nichž každý poháněl jednu nápravu (celkem tedy čtyři hnací nápravy), střední podvozek byl běžný (bezmotorový). Na každé straně karoserie se nacházely troje dveře: dvoje v prvním článku po směru jízdy a jedny v druhém článku. Zvláštností bylo rozdělení interiéru na třídy pro cestující. První třída byla od druhé oddělena řetízkem s koženým potahem. Oproti K2 bylo možné vozy K5 spřahovat do dvojic; tato souprava se testovala v Praze a krátce po zprovoznění i v Káhiře, ale tamní provozovatel toho nevyužil.
V interiéru byly použity v nejvyšší míře díly z typů T3 a K2, oproti nim „káhiry“ (jak se přezdívá K5AR) neměly v interiéru instalované topení, stanoviště průvodčího a pískovače. Okna byla speciálně upravena pro subtropické klima tím, že měla posuvnou vrchní i spodní část.
Elektrická výzbroj tramvaje Tatra K5 typu UA 14 byla upravena pro těžké klimatické podmínky subtropického pásu, vycházela však z výzbroje vozů K2 (typ UA 12), oproti typu K2 byl zvýšen výkon motorů. Elektrický proud byl z trolejového vedení odebírán dvěma pantografy; každý z nich byl umístěn na střeše jednoho článku.

## Dodávky a provoz tramvají Tatra K5
| Současný stát | Město  | Článek | Typ  | Roky dodávek | Počet vozů | Evidenční čísla při dodání | Poznámky | Zdroj |
| ------------- | ------ | ------ | ---- | ------------ | ---------- | -------------------------- | -------- | ----- |
| Egypt         | Káhira | článek | K5AR | 1970–1973    | 200        | 3001–3200                  |          | [ 2 ] |

Prototyp tramvaje typu K5 byl vyroben v roce 1967 nebo 1968. Sériová výroba vozů probíhala v letech 1970 až 1973, kdy bylo zároveň všech 200 vyrobených tramvají K5AR dodáno do egyptského hlavního města Káhiry. Prvních 150 kusů bylo v zeleno-krémovém nátěru (zelené byly bočnice a čela), poslední série byla v klasickém červeno-krémovém nátěru. Vozidla byla rozložená na dva články naložena na železniční vagóny a odeslána do jugoslávského přístavu Rijeka, odkud byla do Egypta odvezena na lodích. Výcvik káhirských řidičů probíhal roku 1969 na tramvajích K2 v Brně.
Větší množství vozů typu K5 během provozu v Egyptě shořelo, a i zbytek byl podle dochovaných fotografií z roku 1976 ve špatném stavu, neboť údržba a péče o ně nebyla na potřebné úrovni. Českoslovenští technici se v letech 1975–1978 znovu ukázali v Káhiře a začali s opravami cca 100 vozů K5AR. Při nich byla upravena výzbroj pro pomalou jízdu (do 30 km/h) a odstraněny všechny nepotřebné funkce dle přání provozovatele (demontáž ovládání dveří, stěračů, namontování jiných sběračů na kovové nástavby, aj.). K vyřazení posledních tramvají K5 došlo zřejmě v roce 1981, podle jiných zdrojů až v polovině 80. let 20. století.
Důvodů pro jejich krátký provoz mohlo být několik. Jednak se jednalo o nedostatečnou údržbu, jednak o složité klimatické podmínky a v neposlední řadě českým tramvajím nepomohla ani změna orientace Egypta na přelomu 80. let na „západní“ státy a odklon od Sovětského svazu, což určitě zapříčinilo nedostatek náhradních dílů původně dodávaných z Československa.